# Света дяволица
Света дяволица (на испански: Santa diabla) е испаноезична теленовела на компания Телемундо създадена през 2013 г. в САЩ. Главните роли са поверени на Габи Еспино, Аарон Диас, Карлос Понсе и Химена Дуке. Теленовелата се излъчва от 6 август, 2013 до 24 февруари, 2014 г. по канал Телемундо.

## История
Санта Мартинес е скромна жена от село, която е щастливо омъжена за ученическата си любов Уили Делгадо и има син на име Уили младши. Животът ѝ се променя когато Гаспар Кано, най-влиятелния и богат адвокат в селото наема Уили за учител по музика на своята внучка Даниела. Щастливи от по-доброто бъдеще, което ги очаква, Санта и Уили празнуват, но не всичко изглежда толкова хубаво. Барбара Кано, майката на Даниела е обсебена от Уили и непрестанно го преследва. По лошо става когато той научава, че Даниела употребява наркотици. Даниела разбира, че е разкрита и заедно с майка си Барбара решават да си отмъстят. Двете скалъпват историята, че Уили е насилил Даниела и така го вкарват в затвора, където го осъждат на 30 години затвор. Против волята си Санта напуска страната заедно със сина си по молба на съпруга си. Появява се възможност невинността на Уили да бъде доказана, но това не е в полза на семейство Кано, тъй като целия този фарс ще се разкрие публично. Тогава Умберто Кано, обвинителния адвокат по делото и чичо на Даниела решава да го премахне от пътя си като го убие в затвора. При посещение, Санта разбира, че Уили е умрял в затвора. Животът ѝ се преобръща и под името Аманда Браун тя решава да отмъсти на семейство Кано, като накара всеки един от тях да страда. Тя е готова да стигне докрай и да понесе последиците, но не подозира за появата на Сантяго Кано, брат на Умберто Кано. Тя се влюбва в него още от пръв поглед, и това може да обърка целия ѝ план. Сега тя трябва да избере между отмъщението и любовта която може да я направи щастлива.

## Актьори
- Габи Еспино (Gaby Espino) – Санта Мартинес/Аманда Браун
- Аарон Диас (Aaron Diaz) – Сантяго Кано
- Карлос Понсе (Carlos Ponce) – Умберто Кано
- Химена Дуке (Ximena Duque) – Инес Робледо
- Уанда Д'Исидоро (Wanda D'Isidoro) – Барбара Кано
- Франсес Ондивиела (Frances Ondiviela) – Виктория Колети
- Есекиел Монталт (Ezequiel Montalt) – Хеорхес Милан
- Ана Осорио (Ana Osorio) – Даниела Кано
- Фред Вайе (Fred Valle) – Гаспар Кано
- Сули Монтеро (Zully Montero) – Ортенсия де Сантана
- Вирна Флорес (Virna Flores) – Паола Делгадо
- Гилда Адок (Gilda Haddock) – Франсиска Кано
- Линкълн Паломеке (Lincoln Palomeque) – Уили Делгадо
- Хорхе Едуардо Гарсия (Jorge Eduardo Garcia) – Уили Делгадо мл.
- Джейми Осорио (Jeimy Osorio) – Мара Лосано
- Алберих Борман (Alberich Borman) – Иван Кано
- Лис Вега (Lis Vega) – Лисет Гереро
- Едуардо Ороско (Eduardo Orozko) – Артуро Сантана
- Кения Ихуелос (Kenya Hijuelos) – Луси Медина
- Раул Исагире (Raul Isaguire) – Висенте Робледо
- Луис Кабайеро (Luis Caballero) – Карлос Колети
- Херардо Риверон (Gerardo Riveron) – Милтън Реверте
- Беатрис Валдес (Beatriz Valdez) – Бегоня Флорес
- Мария Ренекел (Maria Raquenel) – Трансито
- Хавиер Валкарел (Javier Valcarel) – Панчо Робледо
- Франсиско Порас (Francisco Porras) – Маркос Агилар
- Роберто Матеос (Roberto Mateos)
- Евелин Сантос (Evelin Santos) – Глория

## Награди и номинации
На наградите Premios Tu Mundo 2014 г. продукцията става „Теленовела на годината“. Печели най-много статуетки в категориите „Аз съм секси и го знам“ и „Най-добрата лоша“ за Химена Дуке, „Заслужила актриса“ за Хилда Хадок, „Перфектната двойка“ за Габи Еспино и Карлос Понсе, „Най-добър момент на лош късмет“, „Най-добрият лош“ за Карлос Понсе и „Любима актриса в главна роля“ за Габи Еспино.